# Artvin (Provinz)
Artvin  ist eine Provinz der Türkei am Schwarzen Meer. Ihre Hauptstadt ist die gleichnamige Stadt Artvin. Sie grenzt an die Provinzen Ardahan, Rize und Erzurum, im Norden an Georgien. Zusammen mit Rize bildete Artvin 1933 das Vilâyet Çoruh. 1956 wurde dieses Vilâyet wieder aufgelöst und es entstanden wieder die zwei ursprünglichen Gebiete.

## Verwaltungsgliederung
Die Provinz ist seit 2017 in acht Landkreise (İlçe) untergliedert:
- Ardanuç (georgisch Artanudschi)
- Arhavi (lasisch Arkxavi, georgisch Arkhabî)
- Artvin
- Borçka
- Hopa (lasisch Xopa)
- Kemalpaşa – Der Kreis wurde 2017 vom Kreis Hopa abgespalten
- Murgul (Mêrgül)
- Şavşat
- Yusufeli

| Kreis- code 1     | Landkreis         | Fläche 2 (km²) | Bevölkerung (2020) 3 | Bevölkerung (2020) 3       | Anzahl der Einheiten   | Anzahl der Einheiten  | Anzahl der Einheiten | Dichte (Ew./km²) | städt. Anteil (in %) | Sex Ratio 4 | Grün- dungs- datum 5, 6 |
| Kreis- code 1     | Landkreis         | Fläche 2 (km²) | Landkreis (İlçe)     | Verwal- tungssitz (Merkez) | Gemein- den (Belediye) | Stadt- viertel (Mah.) | Dörfer (Köy)         | Dichte (Ew./km²) | städt. Anteil (in %) | Sex Ratio 4 | Grün- dungs- datum 5, 6 |
| ----------------- | ----------------- | -------------- | -------------------- | -------------------------- | ---------------------- | --------------------- | -------------------- | ---------------- | -------------------- | ----------- | ----------------------- |
| 1145              | Ardanuç           | 958            | 11.344               | 5.501                      | 1                      | 1                     | 49                   | 11,8             | 48,49                | 936         | 1945                    |
| 1147              | Arhavi            | 407            | 21.544               | 17.111                     | 1                      | 7                     | 30                   | 52,9             | 79,42                | 1023        | 1954                    |
| 1202              | Borçka            | 805            | 22.684               | 11.395                     | 1                      | 5                     | 38                   | 28,2             | 50,23                | 956         | 1928                    |
| 1395              | Hopa              | 130            | 27.631               | 23.336                     | 1                      | 7                     | 16                   | 212,6            | 84,46                | 1002        |                         |
| 2105              | Kemalpaşa         | 74             | 9.120                | 5.832                      | 1                      | 3                     | 12                   | 123,2            | 63,95                | 969         | 2017                    |
| 1152              | Merkez            | 1.141          | 34.007               | 25.288                     | 1                      | 7                     | 36                   | 29,8             | 74,36                | 979         | 1936                    |
| 1828              | Murgul            | 301            | 6.315                | 4.930                      | 1                      | 1                     | 11                   | 21,0             | 78,07                | 926         | 1987                    |
| 1653              | Şavşat            | 1.316          | 17.024               | 6.123                      | 1                      | 3                     | 65                   | 12,9             | 35,97                | 988         |                         |
| 1736              | Yusufeli          | 2.261          | 19.832               | 7.342                      | 1                      | 5                     | 63                   | 8,8              | 37,02                | 991         |                         |
| PROVINZ 08 Artvin | PROVINZ 08 Artvin | 7.393          | 169.501              |                            | 9                      | 39                    | 320                  | 22,9             | 63,04                | 982         |                         |

## Bevölkerung
Die Bevölkerung in der Provinz besteht aus Türken, Lasen, Hemşinli und Georgiern.
Nachfolgende Tabelle zeigt die jährliche Bevölkerungsentwicklung am Jahresende nach der Fortschreibung durch das 2007 eingeführte adressierbare Einwohnerregister (ADNKS). Außerdem sind die Bevölkerungswachstumsrate und das Geschlechterverhältnis (Sex Ratio d. h. Anzahl der Frauen pro 1000 Männer) aufgeführt.

Der Zensus von 2011 ermittelte 166.177 Einwohner, das sind über 25.000 Einwohner weniger als zum Zensus 2000.

| Jahr  | Bevölkerung am Jahresende | Bevölkerung am Jahresende | Bevölkerung am Jahresende | Wachstums- rate der Be- völkerung (in %) | Geschlechter verhältnis (Frauen auf 1000 Männer) | Rang (unter den 81 Provinzen) |
| Jahr  | gesamt                    | männlich                  | weiblich                  | Wachstums- rate der Be- völkerung (in %) | Geschlechter verhältnis (Frauen auf 1000 Männer) | Rang (unter den 81 Provinzen) |
| ----- | ------------------------- | ------------------------- | ------------------------- | ---------------------------------------- | ------------------------------------------------ | ----------------------------- |
| 2020  | 169.501                   | 85.523                    | 83.978                    | −0,80                                    | 982                                              | 76                            |
| 2019  | 170.875                   | 85.975                    | 84.900                    | −1,80                                    | 987                                              | 76                            |
| 2018  | 174.010                   | 87.715                    | 86.295                    | 4,74                                     | 984                                              | 76                            |
| 2017  | 166.143                   | 83.524                    | 82.619                    | −1,15                                    | 989                                              | 77                            |
| 2016  | 168.068                   | 84.597                    | 83.471                    | −0,18                                    | 987                                              | 77                            |
| 2015  | 168.370                   | 84.679                    | 83.691                    | −0,77                                    | 988                                              | 76                            |
| 2014  | 169.674                   | 85.365                    | 84.309                    | −0,02                                    | 988                                              | 76                            |
| 2013  | 169.334                   | 85.160                    | 84.174                    | −0,09                                    | 988                                              | 76                            |
| 2012  | 167.082                   | 84.060                    | 83.022                    | −0,25                                    | 988                                              | 76                            |
| 2011  | 166.394                   | 83.732                    | 82.662                    | −3,50                                    | 987                                              | 76                            |
| 2010  | 164.759                   | 82.321                    | 82.438                    | 3,24                                     | 1001                                             | 76                            |
| 2009  | 165.580                   | 83.139                    | 82.441                    | 0,18                                     | 992                                              | 76                            |
| 2008  | 166.584                   | 83.486                    | 83.098                    | −0,90                                    | 995                                              | 76                            |
| 2007  | 168.092                   | 84.025                    | 84.067                    | −                                        | 1000                                             | 76                            |
| 20001 | 191.934                   | 96.599                    | 95.335                    |                                          | 987                                              | 73                            |

1 Zensus 2000

### Volkszählungsergebnisse
Nachfolgende Tabellen geben den bei den 9 Volkszählungen dokumentierten Einwohnerstand der Provinz Artvin wieder.
Die Werte der linken Tabelle sind E-Books (der Originaldokumente) entnommen, die Werte der rechten Tabelle entstammen der Datenabfrage des Türkischen Statistikinstituts TÜIK – abrufbar über diese Webseite:
| Jahr                             | Bevölkerung | Bevölkerung | Rang |
| Jahr                             | Provinz     | Türkei      | Rang |
| -------------------------------- | ----------- | ----------- | ---- |
| 1927                             | 90.066      | 13.648.270  | 60   |
| 1933–1956 Teil des Vilayet Çoruh |             |             |      |
| 1960                             | 196.301     | 27.754.820  | 57   |

| Jahr | Bevölkerung | Bevölkerung | Rang |
| Jahr | Provinz     | Türkei      | Rang |
| ---- | ----------- | ----------- | ---- |
| 1965 | 210.065     | 31.391.421  | 57   |
| 1970 | 225.869     | 35.605.176  | 59   |
| 1975 | 228.026     | 40.347.719  | 61   |
| 1980 | 228.997     | 44.736.957  | 63   |
| 1985 | 226.338     | 50.664.458  | 64   |
| 1990 | 212.833     | 56.473.035  | 68   |
| 2000 | 191.934     | 67.803.927  | 73   |

Anzahl der Provinzen bezogen auf die Censusjahre:
- 1927: 63 Provinzen
- 1960 bis 1985: 73 Provinzen
- 1990: 73 Provinzen
- 2000: 81 Provinzen

## Persönlichkeiten
- Faruk Çelik (* 1956), Politiker
- Adnan Çolak (* 1967), Serienmörder
- Kâzım Koyuncu (1971–2005), Sänger
- Şener Özbayraklı (* 1990), Fußballspieler
- Kadir Topbaş (1945–2021), Oberbürgermeister von Istanbul
- Tolga Zengin (* 1983), Fußballtorhüter